# Lacosteopsis subclathrata
Lacosteopsis subclathrata là một loài thực vật có mạch trong họ Hymenophyllaceae. Loài này được (K. Iwats.) Nakaike miêu tả khoa học đầu tiên năm 1975.